# Суберкасо, Педро
Фра Педро Суберкасо (исп. Pedro León Maximiano María Subercaseaux Errázuriz; 10 декабря 1880, Рим — 3 января 1956, Сантьяго) — чилийский художник, автор многочисленных картин на сюжеты из чилийской и аргентинской истории.

## Биография
Родился в 1880 году в семье чилийского художника и дипломата Рамона Суберкасо (1854—1937). Брат дипломата и участника олимпийских игр 1896 года Луиса Суберкасо (1882—1973). Учился живописи сперва под руководством отца, затем в Берлинской академии художеств (с 1896 года). Приблизительно в 1899—1900 годах продолжал своё обучение в Риме и Париже.
В первые годы XX века вернулся в Чили, после чего, начиная с 1902 работал как постоянный карикатурист, художник-иллюстратор и автор обложек в нескольких журналах («El Diario Ilustrado», «Zig-Zag», «Familia», «Pacífico Magazine»). Иллюстрировал книги, а в 1906 году создал первый комикс в истории Чили.
Со второй половины 1900-х годов Суберкасо стал известен, как станковый живописец. В 1908 году одну из его картин приобрело правительство Аргентины, а в 1913 году другая украсила здание чилийского парламента.
Кроме того, в 1911 году художник получил заказ написать портрет Папы Римского Пия X для портретной галереи в Ватикане. Много лет спустя, художник, по поручению Ватикана, вернулся к работе над картиной и дописал нимб вокруг головы к тому моменту уже умершего и канонизированного Папы.
Будучи глубоко верующим католиком, художник в 1920 году, с разрешения Папы, развёлся с женой, после чего оба приняли монашество. Суберкасо выбрал орден бенедиктинцев, был рукоположён во священники, однако занятий живописью не оставил: расписывал церкви и иллюстрировал книги.
В частности, он создал цикл акварельных иллюстраций, посвящённых событиям жизни святого Франциска Ассизского, которые сопровождались текстами перешедшего в католичество датского поэта Йенса Йёргенсена. Также создал иллюстрации к католическому детскому молитвеннику и цикл иллюстраций на сюжеты из жизни святого Бенедикта Нурсийского.
Несмотря на приверженность одной основной тематике, а именно, сценам из латиноамериканской истории, Суберкасо на протяжении своей жизни демонстрировал большую вариативность подходов и техник — от работ, решённых в лучших традициях академизм|академической живописи, до картин, испытавших явное влияние импрессионизма и (в поздние годы творчества) мексиканского мурализма. Если его ранние работы безусловно героизируют конкистадоров, то в более позднем муралистском триптихе, созданном за десять лет до смерти, он воздал должное также и их противникам — индейцам-арауканам. Эпические батальные полотна в творчестве Суберкасо чередуются с акварельными зарисовками, а те — с камерными по творческому решению жанровыми картинами («Бал в старом Сантьяго» и т.д.).
Какое-то время проживал в бенедиктинском монастыре в Великобритании, на острове Уайт, в дальнейшем — в бенедиктинском монастыре в Чиле.
Скончался в 1956 году в Сантьяго, столице Чили.

## Историческая живопись Суберкасо[Комм. 2]
- «Открытие Чили» конкистадором Диего де Альмагро.
- Конкистадор Альмагро в Чили.
- Первая месса на территории Чили.
- Лаутаро, вождь арауканов на первом этапе их длившейся несколько столетий войны с испанцами. Триптих.
- Сражение конкистадоров с арауканами. XVI век.
- XVIII век. Бал в старом Сантьяго.

- Начало XIX века: богатые женщины в колониальном Чили.
- Начало XIX века: Колониальный совет Буэнос-Айреса.
- Первое исполнение Гимна Аргентины 14 мая 1813 года.
- Бернардо О’Хиггинс в битве при Ранкагуа (1814).
- Генерал О’Хиггинс на колокольне в ходе битвы при Ранкагуа.
- Битва при Чакабуко (1817).
- Встреча революционных генералов О’Хиггинса и Сан-Мартина на поле сражения при Майпу 5 апреля 1818 года[Комм. 3].
- Принятие Декларации Независимости Чили («Клятва Независимости»; январь 1818 года).